# 붐박스

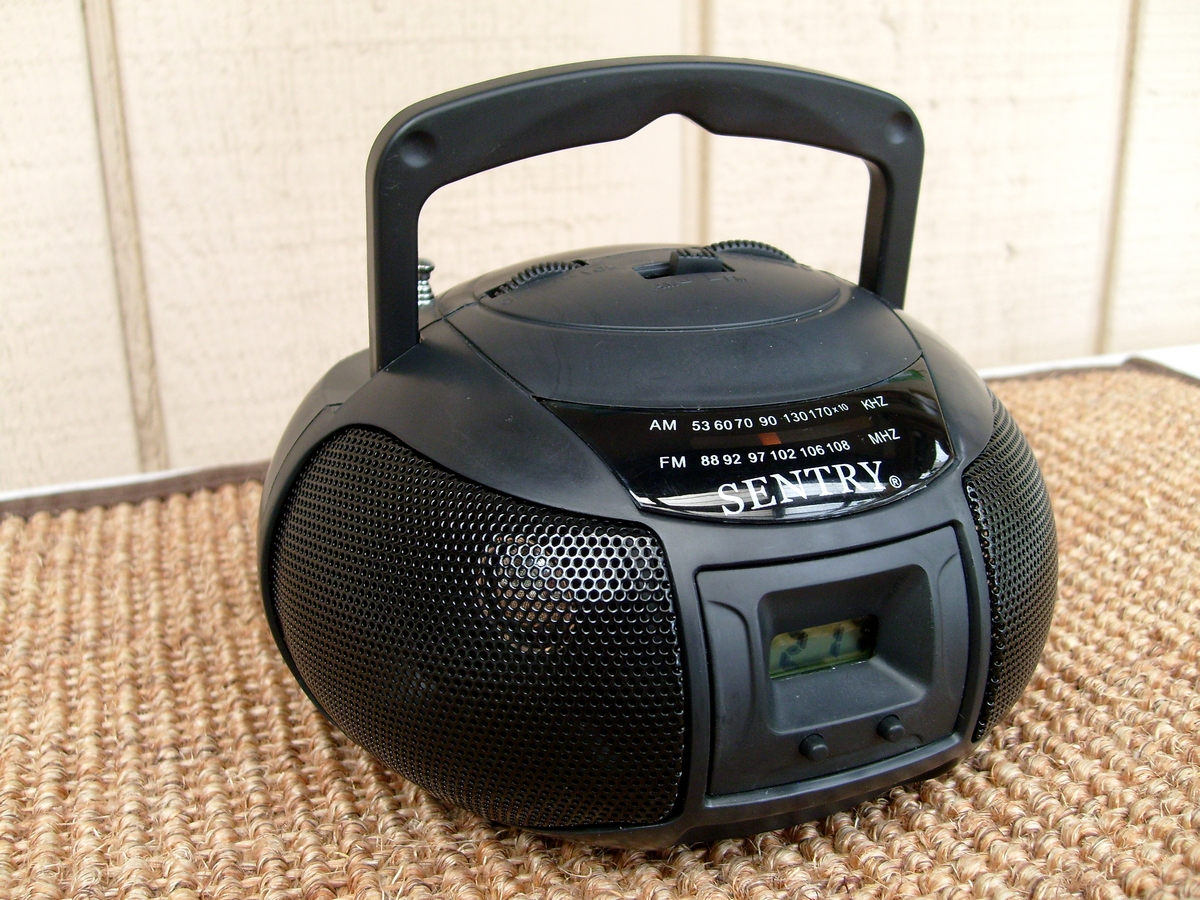

붐박스(boombox)는 카세트 테이프 녹음/재생장치 1-2개와 AM/FM 라디오 수신 기능이 있고 핸들(손잡이)이 달려서 휴대할 수 있는 트랜지스터 기기다. 1980년대부터 유행하기 시작했고, 후기에는 CD 플레이어가 탑재되기도 했다.

## 같이 보기
- 포터블 미디어 플레이어
- 수신기
- 차량 오디오